# فهرست دانشگاه‌های کالیفرنیا

## سامانهٔدانشگاه کالیفرنیا
- آکادمی ماریتایم کالیفرنیا
- دانشگاه ایالتی پلی‌تکنیک کالیفرنیا
- دانشگاه پلی‌تکنیک ایالتی کالیفرنیا، پومونا
- دانشگاه ایالتی کالیفرنیا در بیکرزفیلد
- دانشگاه ایالتی کالیفرنیا در چنل آیلند
- دانشگاه ایالتی کالیفرنیا در چیکو
- دانشگاه ایالتی کالیفرنیا در دومینگوئزهیلز
- دانشگاه ایالتی کالیفرنیا در ایست بی
- دانشگاه ایالتی کالیفرنیا در فرزنو
- دانشگاه ایالتی کالیفرنیا در فولرتون
- دانشگاه ایالتی کالیفرنیا در لانگ بیچ
- دانشگاه ایالتی کالیفرنیا در لس آنجلس
- دانشگاه ایالتی کالیفرنیا در مونتری بی
- دانشگاه ایالتی کالیفرنیا در نورتریج
- دانشگاه ایالتی کالیفرنیا در سکرمنتو
- دانشگاه ایالتی کالیفرنیا در سن برناردینو
- دانشگاه ایالتی کالیفرنیا در سن مارکوس
- دانشگاه ایالتی کالیفرنیا، استنیسلاس
- دانشگاه ایالتی کالیفرنیا در هامبولت
- دانشگاه ایالتی سن دییگو
- دانشگاه ایالتی سان فرانسیسکو
- دانشگاه ایالتی سن خوزه
- دانشگاه ایالتی سونوما در کالیفرنیا
- دانشگاه برکلی
- دانشگاه کالیفرنیا در دیویس
- دانشگاه کالیفرنیا در ایرواین
- دانشگاه کالیفرنیا در لس آنجلس
- دانشگاه کالیفرنیا، مرسد
- دانشگاه کالیفرنیا در ریورساید
- دانشگاه کالیفرنیا در سن دییگو
- دانشگاه کالیفرنیا در سانفرانسیسکو
- دانشگاه کالیفرنیا در سانتا باربارا
- دانشگاه کالیفرنیا در سانتا کروز

## موسسات تحقیقاتی
- آزمایشگاه‌های دریایی ماس لندینگ
- دانشگاه کالیفرنیا، کالج حقوق هیستینگز
- دانشگاه کالیفرنیا، سانفرانسیسکو

## موسسات خصوصی
- دانشگاه استنفورد
- دانشگاه جنوبی کالیفرنیا
- دانشگاه سان فرانسیسکو
- دانشگاه ردلندز
- موسسه فناوری کالیفرنیا
- موسسه آموزش آرشیتکت کالیفرنیای جنوبی

## موسسات آموزشی دو ساله
- کالج پیرس
- کالج سانتامونیکا
- کالج لانگ بیچ
- کالج گلندل

## موسسات نظامی
- مدرسه عالی نیروی دریایی